# Caprona
Caprona is een geslacht van vlinders van de familie dikkopjes (Hesperiidae), uit de onderfamilie Pyrginae.

## Soorten
- C. adelica Karsch, 1892
- C. agama (Moore, 1857)
- C. alida (De Nicéville, 1891)
- C. pillaana Wallengren, 1857
- C. ransonnettii (Felder, 1868)